# Francisco Montana
Francisco Montana (Miami, 5 november 1969) is een voormalig professionele Amerikaanse tennisspeler die tussen 1990 en 2000 actief was in het internationale tenniscircuit. Montana was als dubbelspeler succesvol met tien toernooioverwinningen.
Montana speelde voor zijn profcarrière college-tennis voor de University of Georgia.

## Palmares

### Dubbelspel
| Nr.                           | Datum            | Toernooi        | Ondergrond    | Partner             | Tegenstanders in finale           | Score            | Details |
| ----------------------------- | ---------------- | --------------- | ------------- | ------------------- | --------------------------------- | ---------------- | ------- |
| Gewonnen finales heren dubbel |                  |                 |               |                     |                                   |                  |         |
| 1.                            | 30 augustus 1992 | ATP Long Island | Hardcourt     | Greg Van Emburgh    | Gianluca Pozzi Olli Rahnasto      | 6–4, 6–2         | Details |
| 2.                            | 27 februari 1994 | ATP Mexico City | Gravel        | Bryan Shelton       | Luke Jensen Murphy Jensen         | 6–3, 6–4         | Details |
| 3.                            | 6 augustus 1995  | ATP Kitzbühel   | Gravel        | Greg Van Emburgh    | Jordi Arrese Wayne Arthurs        | 6–7, 6–3, 7–6    | Details |
| 4.                            | 10 maart 1996    | ATP Mexico      | Gravel        | Donald Johnson      | Nicolas Pereira Emilio Sánchez    | 6–2, 6–4         | Details |
| 5.                            | 4 augustus 1996  | ATP Amsterdam   | Gravel        | Donald Johnson      | Rikard Bergh Jack Waite           | 6–4, 3–6, 6–2    | Details |
| 6.                            | 27 april 1997    | ATP Monte Carlo | Gravel        | Donald Johnson      | Jacco Eltingh Paul Haarhuis       | 7-6, 2-6, 7-6(5) | Details |
| 7.                            | 8 februari 1998  | ATP Marseille   | Hardcourt (i) | Donald Johnson      | Mark Keil T.J. Middleton          | 6–4, 3–6, 6–3    | Details |
| 8.                            | 12 april 1998    | ATP Estoril     | Gravel        | Donald Johnson      | David Roditi Fernon Wibier        | 6–1, 2–6, 6–1    | Details |
| 9.                            | 10 mei 1998      | ATP Hamburg     | Gravel        | Donald Johnson      | David Adams Brett Steven          | 6–4, 6–4         | Details |
| 10.                           | 11 oktober 1998  | ATP Palermo     | Gravel        | Donald Johnson      | Pablo Albano Daniel Orsanic       | 6–4, 7–6(4)      | Details |
| Verloren finales heren dubbel |                  |                 |               |                     |                                   |                  |         |
| 1.                            | 9 augustus 1992  | ATP Los Angeles | Hardcourt     | David Wheaton       | Patrick Galbraith Jim Pugh        | 6-7, 6-7         | Details |
| 2.                            | 1 mei 1994       | ATP Atlanta     | Gravel        | Jim Pugh            | Jared Palmer Richey Reneberg      | 6-4, 6-7, 4-6    | Details |
| 3.                            | 5 november 1995  | ATP Santiago    | Gravel        | Shelby Cannon       | Jiří Novák David Rikl             | 4-6, 6-4, 1-6    | Details |
| 4.                            | 21 juli 1997     | ATP Stuttgart   | Gravel        | Donald Johnson      | Gustavo Kuerten Fernando Meligeni | 3–6, 7–6, 1–6    | Details |
| 5.                            | 19 oktober 1997  | ATP Ostrava     | Tapijt (i)    | Donald Johnson      | Jiří Novák David Rikl             | 2–6, 4–6         | Details |
| 6.                            | 15 februari 1998 | ATP Dubai       | Hardcourt     | Donald Johnson      | Mahesh Bhupathi Leander Paes      | 2–6, 5–7         | Details |
| 7.                            | 3 oktober 1999   | ATP Boekarest   | Gravel        | Marc-Kevin Goellner | Lucas Arnold Ker Martín García    | 3-6, 6-2, 3-6    | Details |

## Prestatietabel
| Legenda | Legenda                          |
| ------- | -------------------------------- |
| g.t.    | geen toernooi gehouden           |
| l.c.    | lagere categorie                 |
| –       | niet deelgenomen                 |
| G       | uitgeschakeld in de groepsfase   |
| 1R      | uitgeschakeld in de eerste ronde |
| 2R      | uitgeschakeld in de tweede ronde |
| 3R      | uitgeschakeld in de derde ronde  |
| 4R      | uitgeschakeld in de vierde ronde |
| KF      | uitgeschakeld in de kwartfinale  |
| HF      | uitgeschakeld in de halve finale |
| F       | de finale verloren               |
| W       | het toernooi gewonnen            |
| w-v     | winst/verlies-balans             |

### Prestatietabel grand slam, dubbelspel
| Toernooi        | 1991 | 1992 | 1993 | 1994 | 1995 | 1996 | 1997 | 1998 | 1999 | 2000 |
| --------------- | ---- | ---- | ---- | ---- | ---- | ---- | ---- | ---- | ---- | ---- |
| Australian Open | –    | 3R   | 1R   | –    | 1R   | 1R   | 3R   | 3R   | 1R   | 1R   |
| Roland Garros   | –    | 1R   | –    | 1R   | –    | KF   | 1R   | KF   | 1R   | 3R   |
| Wimbledon       | –    | 1R   | 1R   | 2R   | 1R   | 1R   | KF   | 3R   | 1R   | –    |
| US Open         | 1R   | 2R   | 1R   | 1R   | 1R   | 1R   | 3R   | 1R   | 3R   | –    |